# Diamant (odrůda révy vinné)
Diamant (zkratka Di) je raná až středně raná stolní odrůda révy vinné (Vitis vinifera), určená k přímé spotřebě. Odrůda byla vyšlechtěna na Slovensku, v Bratislavě, křížením odrůd Julski Biser a Pannonia Kincse.

## Popis
Réva vinná (Vitis vinifera) odrůda Diamant je jednodomá dřevitá pnoucí liána, dorůstající v kultuře až několika metrů. Kmen tloušťky až několik centimetrů je pokryt světlou borkou, která se loupe v pruzích. Úponky révy umožňují této rostlině pnout se po pevných předmětech. Růst je středně bujný se vzpřímenými letorosty.
Listy jsou velké, pětilaločnaté se středně hlubokými horními bočními výkroji, které jsou lyrovité a mají oblé dno. Líc listu je velmi slabě až slabě puchýřnatý, řapíkový výkroj je široce otevřený, lyrovitý s oblým dnem.
Oboupohlavní pětičetné květy v hroznovitých květenstvích jsou žlutozelené, samosprašné. Plodem je velká, oválná bobule, její slupka je pevná, zelenožlutá, dužina je chruplavá až masitá, chuti příjemné, neutrální, semena jsou velká, s dlouhým zobáčkem. Hrozen je velký až velmi velký (390 g), kuželovitý, průměrně hustý až řidší, stopka je středně dlouhá.

## Původ a rozšíření
Diamant je raná až středně raná stolní odrůda révy vinné (Vitis vinifera), slovenský kříženec odrůd Julski Biser a Pannonia Kincse, který vyšlechtila roku 1970 Ing. Dorota Pospíšilová v KVVÚV Bratislava pod šlechtitelským označením JBPK 13/22. Do Státní odrůdové knihy České republiky byla odrůda zapsána v roce 1998. Atraktivní odrůda, poskytující stolní hrozny vynikající tržní hodnoty, které se dobře se skladují a přepravují, je vhodná k pěstování malopěstiteli v zahrádkách. Udržovatelem odrůdy je Centrum výskumu rastlinnej výroby Piešťany.

## Název
O původu názvu odrůdy není pochyb, problematické je, že tento poměrně atraktivní název si v různých verzích pro své odrůdy zvolilo více šlechtitelů, takže se můžeme například setkat s převážně stolními odrůdami názvů Diamante Nero (v Itálii), Diamante (v Argentině), Diamante Negro (v Portugalsku) atd.

## Pěstování
Réví dobře vyzrává, zimními mrazy odrůda příliš netrpí. Sklizňová zralost začíná v první polovině září. Hodí se pro většinu vedení, snáší poměrně dobře i krátký řez, z podnoží jsou vhodné SO-4, Cr 2, 125 AA i K 5BB. Vhodné je zatížení 6-8 oček na m2 a větší pěstitelské tvary. Plodnost je vysoká, 9-10 t/ha, z toho tržní 6-7 t/ha, redukce úrody zvyšuje kvalitu hroznů. Hrozny dobře snášejí skladování a transport, jsou vhodné k přímé konzumaci i ke střednědobému skladování.

### Choroby a škůdci
Odrůda je méně odolná proti napadení plísní révovou (Plasmopara viticola) a padlím révovým (Uncinula necator), proti napadení plísní šedou (Botrytis cinerea)je středně odolná.

### Poloha a půdy
Na polohu klade nižší nároky, je vhodná do obou vinařských oblastí. Půdy vyžaduje úrodnější, vlhčí, nedoporučuje se do půd suchých. Nejlepší pro pěstování jsou chráněná a teplá stanoviště s úrodnými a nevysychajícími půdami.

### Multimédia
- Ing. Radek Sotolář : Multimediální atlas podnožových, moštových a stolních odrůd révy, Mendelova zemědělská a lesnická universita Brno, zahradnická fakulta v Lednici
- Martin Šimek : Encyklopédie všemožnejch odrůd révy vinné z celýho světa s přihlédnutím k těm, co již ouplně vymizely, 2008-2012